# حرشفية السنبلة
حرشفية السنبلة (الاسم العلمي: Pholidostachys)، جنس من أشجار النخيل الموجودة في أمريكا الوسطى وشمال غرب أمريكا الجنوبية (شمال غرب البرازيل وكولومبيا والإكوادور وبيرو).
اسم الجنس مشتق من كلمتين يونانيتين تعنيان "حرشف" و"سنبلة"، في إشارة إلى النمط الموجود على فروع النورة الذي يشبه حراشف السمك.

## الأنواع
- Pholidostachys amazonensis A.J.Hend. - بيرو
- Pholidostachys dactyloides H.E.Moore. - بنما، كولومبيا، الإكوادور
- Pholidostachys kalbreyeri H.Wendl. ex Burret - بنما، كولومبيا
- Pholidostachys occidentalis A.J.Hend. - الإكوادور
- Pholidostachys panamensis A.J.Hend. - بنما
- Pholidostachys pulchra H.Wendl. ex Burret - كوستاريكا، نيكاراغوا، بنما، كولومبيا
- Pholidostachys sanluisensis A.J.Hend. - كولومبيا
- Pholidostachys synanthera (Mart.) H.E.Moore - كولومبيا، الإكوادور، بيرو، ولاية أمازوناس البرازيلية